# Зігрід Штернебек
Зі́грід Ште́рнебек (нім. Sigrid Sternebeck; нар. 19 червня 1949, Бад-Пірмонт, Нижня Саксонія, Британська зона окупації Німеччини) — західнонімецька терористка, членкиня ліворадикальної терористичної організації «Фракція Червоної армії» (RAF).

## Життєпис
Навчалася у школі, яку покинула після народження доньки у 1968 році та зайнялася фотографією.
У 1971 році переїхала до Гамбурга, де з квітня 1973 року проживала на сквоті та познайомилася з майбутніми терористами RAF Сюзанною Альбрехт, Карлом-Гайнцем Деллво, Сільке Майєр-Вітт, Монікою Гельбінг та Берндтом Рьоснером. У тому ж році долучилася до руху «Червона допомога», що протягом 1970-х років працював на підтримку «Фракції Червоної армії». 
У 1973 році покинула своїх хлопця та доньку та переїхала до квартири, в якій проживала спільно з Сюзанною Альбрехт та Сільке Майєр-Вітт, а у 1977 році офіційно долучилася до «Фракції Червоної армії» і взяла участь у викраденні промислового лідера та колишнього члена СС Ганса Мартіна Шлеєра.
Влітку 1979 року брала участь у замаху на тодішнього верховного головнокомандувача НАТО в Європі Александра Гейґа, підірвавши його автомобіль в Обурзі поблизу Монса в Бельгії. Внаслідок атаки Гейґ не постраждав.
У 1980 році Штернебек втекла до Східної Німеччини за допомогою Штазі, яка надала їй документи на ім'я  Ульріки Мартіни Ейльдберг. У НДР Штернебек вийшла заміж за Ральфа Фрідріха, також терориста RAF у бігах. Після повалення комуністичного режиму й об'єднання Німеччини обох заарештовано у Шведті 15 червня 1990 року.
22 червня 1992 року Зігрід Штернебек визнана винною у причетності до замаху на Александра Гейґа і вбивства Ганса Мартіна Шлеєра та засуджена до восьми з половиною років тюремного ув'язнення. Під час слідства Штернебек співпрацювала з поліцією і обвинуваченням, через що дістала пом'якшене покарання.
Після звільнення з в'язниці в 1997 році працювала фотографом та проживала на півночі Німеччини під іншим ім'ям.